# Massefigur
Als Massefiguren werden Miniaturfiguren bezeichnet, die aus einer meist luftgetrockneten Masse bestehen. Diese „Masse“ besteht (je nach Hersteller) aus verschiedenen Inhaltsstoffen. Neben Holzmehl und Leim werden auch Mehl, Ton, Papierfasern, Gips und andere Bestandteile verwendet. Bei den Figuren sind die unterschiedlichsten Motive zu finden. Vorwiegend sind folgende Darstellungen erfolgt: Soldaten, Zwerge, Bergleute, Engel, Indianer, Cowboys, Krippenfiguren, Apostel, Türken, uniformierte Figuren, Tiere, Berufsgruppen.

Die Figuren sind in Größen von 1½ cm bis über 50 cm anzutreffen.

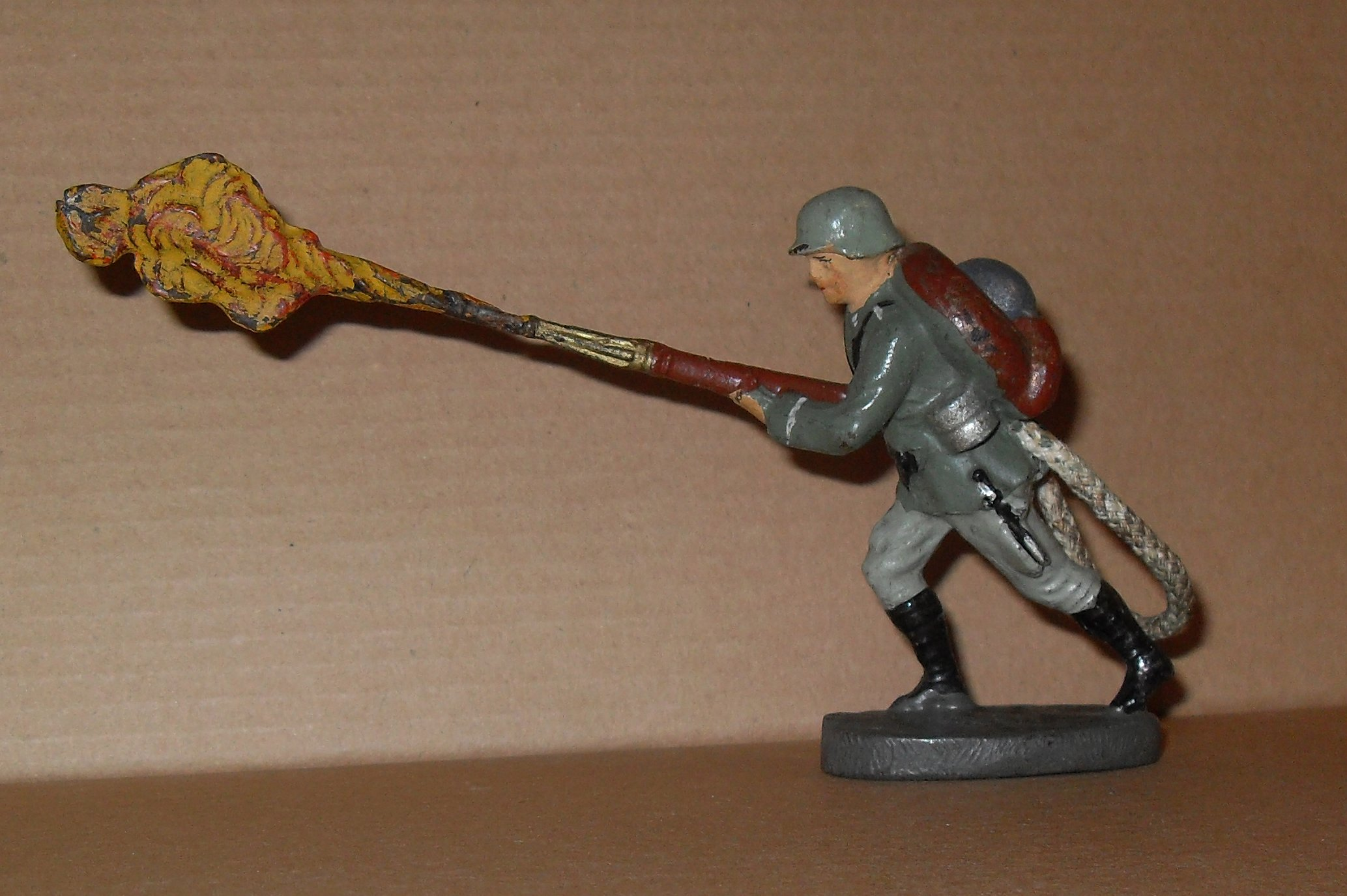
Wehrmachtssoldat mit Flammenwerfer von Hausser/Elastolin

Diese Masse- oder Elastolinfiguren werden als Deko-, Motiv- oder Spielzeugfiguren verwendet, wobei Elastolin ursprünglich der Markenname der Firma O. & M. Hausser war, der im allgemeinen Sprachgebrauch als Gattungsname auch für Produkte anderer Hersteller verwendet wurde.

## Herstellung
Auch die Herstellung der Figuren variierte je nach Hersteller. Neben Metallformen aus Blei, Stahl oder Messing wurden oft auch Gipsformen verwendet. Die meist zweiteilige Form, die ein Negativ der späteren Figur darstellt, wurde auf beiden Seiten mit der Masse gefüllt, hohlgedrückt oder gegossen. Anschließend wurden die beiden Hälften miteinander verbunden und teils unter Hitzeeinwirkung zusammengepresst. Zuvor eingelegte Drähte im Inneren der Figuren erhöhten deren Stabilität. Nach dem Entgraten wurden die Figuren meist grundiert und später von Hand bemalt. Die Fertigungsgänge fanden oft ganz oder teilweise in Heimarbeit statt.

## Geschichte
Massefiguren wurden schon um 1880 in Österreich von dem in Wien ansässigen Unternehmen Emil Pfeiffer produziert, das aufgrund der „[…] liebevollen und bunten Bemalung“ seiner Figuren weltberühmt wurde.
Um 1900 begann die Produktion in Deutschland. Ähnlich wie bei Zinnfiguren deckte sie thematisch eine enorme Bandbreite ab, stellte schwerpunktmäßig jedoch Kriegsspielzeug dar. Zubehör wie Fahrzeuge wurden meist aus Blech gefertigt, zuweilen gab es auch Mischformen, beispielsweise Blechkutschen mit Besatzung und Pferden aus Masse. Da sich andere Hersteller meist an die Größenmaßstäbe von Hausser hielten, waren die Produkte oft untereinander kombinierbar. Da viele Hersteller sich nicht nur auf Kriegsspielzeug spezialisiert hatten, sondern auch Organisationen und Führungspersonal des NS-Regimes in ihren Figuren darstellten, war nach dem Zweiten Weltkrieg eine Wiederaufnahme der Produktion in allen Besatzungszonen Deutschlands schwierig. Kriegsspielzeug war gesellschaftlich geächtet und teilweise verboten. Nachdem ein Neustart mit zivilen Themen gemacht worden war, konnten im Vorfeld der Wiederbewaffnung beider deutscher Staaten auch wieder militärische Figuren angeboten werden. Mit dem Siegeszug der leichter zu verarbeitenden und stabileren Kunststoffe verschwanden die Massefiguren jedoch in den 1960er Jahren vom Markt. Sie sind jetzt noch gesuchte Sammlerobjekte.

## Massefiguren im Erzgebirge

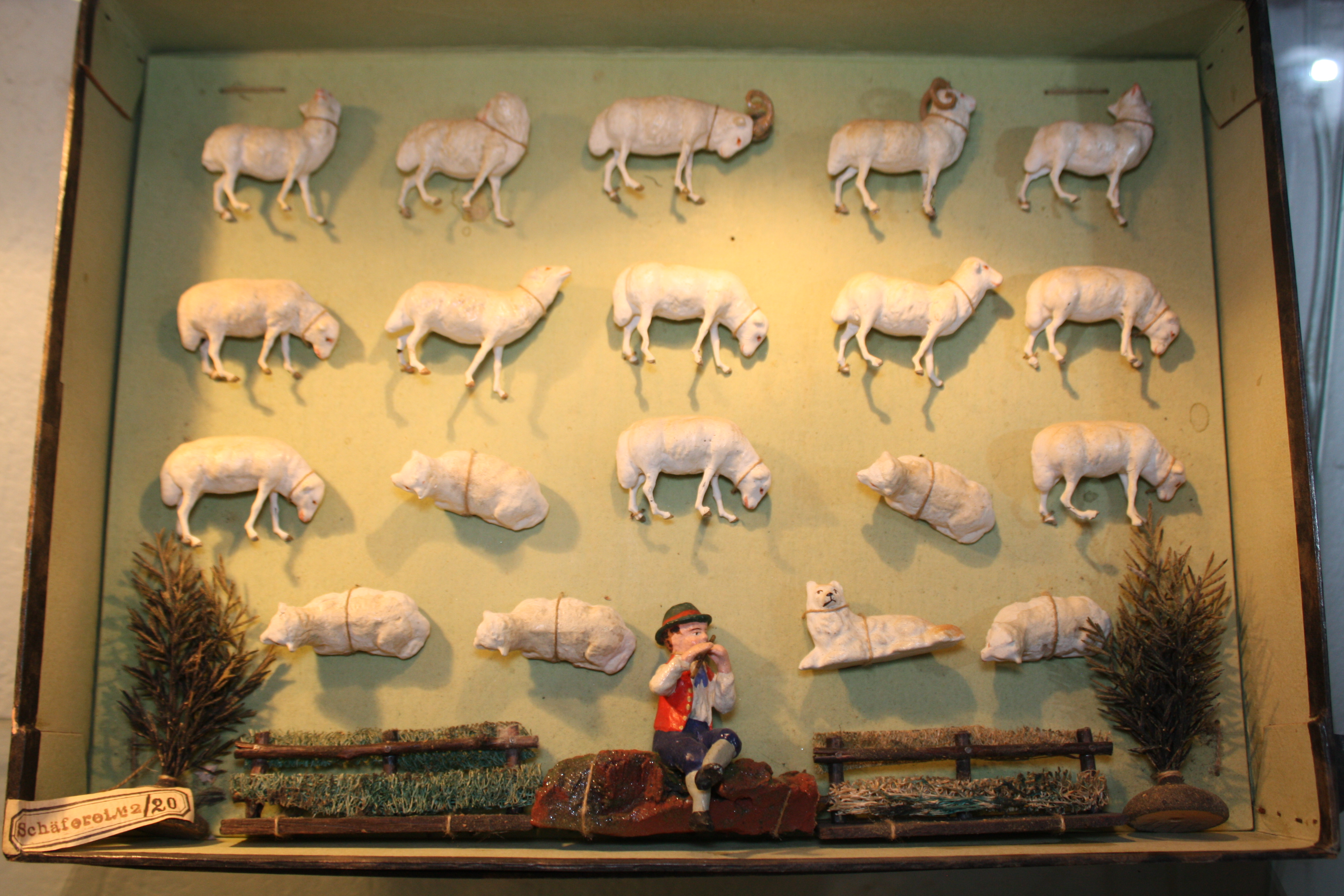

Vorwiegend im mittleren Erzgebirge haben sich Massefiguren schon seit Mitte des 19. Jahrhunderts verbreitet und werden mittlerweile neben der Schnitzerei zum traditionellen Kunsthandwerk und Kulturgut gezählt.
Zunächst wurden an Holzfiguren Teile, die nicht gedrechselt werden konnten, aus Teig hergestellt und angesetzt (z. B. Arme). Später wurden Figuren auch vollständig aus einer aushärtenden teigähnlichen Masse gefertigt. Diese Art der Herstellung von Figuren bot dem ärmeren Bevölkerungsteil eine preiswerte Alternative zu den teuren geschnitzten Figuren.
Die Haltbarkeit der Figuren war jedoch aufgrund ihrer Zusammensetzung und der Zusatzteile (teils aus Papier oder Pappe) begrenzt. Zudem stellten die Menschen im Erzgebirge die Figuren (vor allem zur Weihnachtszeit) meist ins Fenster, wo sie der Feuchtigkeit zum Opfer fielen oder von Schädlingen wie Mäusen, Ratten, Milben, Würmern oder Motten zerstört wurden. Dies führte dazu, dass der Masse mit der Zeit zunehmend mineralische Anteile zugefügt wurden, um die Haltbarkeit der Figuren zu erhöhen.
Die Blütezeit der Massefiguren im Erzgebirge war die zweite Hälfte des 19. Jahrhunderts bis hinein ins 20. Jahrhundert. Schließlich kam fast die gesamte Produktion von Massefiguren im Erzgebirge, zunächst durch Krieg, später durch die Erfindung von Plastik zum Erliegen.

## Hersteller
Unter der Adresse Neubaugasse 33 in Wien hatte der Spielzeug- und Figurenhersteller Emil Pfeiffer Nachf. seinen Sitz.
Viele bekannte Hersteller hatten ihren Sitz in der traditionellen deutschen Spielzeugregion Mittelfranken/Thüringen:
- Armee
- Duro (Tochterunternehmen von O&M Hausser in der Tschechoslowakei)
- Durolin
- Durso
- Lineol
- O. & M. Hausser (Markenname „Elastolin“)
- F.F. (F. Fischer, Mengersgereuth-Hämmern in Thüringen)
- Fröha (Frömter, Roth, später Hilpoltstein)
- Gloria
- Kienel
- Leyla (Spielwarenfabrik Christian Friedrich Ley, Roth bei Nürnberg)
- Lisanto
- Schusso (Georg Schuster, Georgensgmünd bei Nürnberg)
- Lahl-Massefiguren (ehemals HELA/Annaberg-Buchholz)[3]
- Grummt (Annaberg-Buchholz)
- Marolin (Thüringen)